# Marco Buschmann
Marco Buschmann (Gelsenkirchen, 1 de agosto de 1977) es un abogado y político alemán del Partido Democrático Libre (FDP) que se desempeñó como ministro federal de Justicia en el gabinete del canciller Olaf Scholz desde 2021 hasta 2024. Ha sido miembro del Bundestag por el estado de Renania del Norte-Westfalia de 2009 a 2013 y nuevamente desde 2017.

## Biografía
Después de graduarse del Max-Planck-Gymnasium en Gelsenkirchen en 1997, Buschmann estudió derecho en la Universidad de Bonn. En 2004, aprobó su primer examen estatal en el Tribunal Regional Superior de Düsseldorf. A esto le siguió una pasantía jurídica en el Tribunal Regional de Essen y, en 2007, el Segundo Examen de Estado en el Tribunal Regional Superior de Hamm.
Desde 2007 hasta 2009, Buschmann trabajó como abogado en la oficina de Düsseldorf del bufete de abogados internacional White & Case.

### Carrera política
Buschmann es miembro del Partido Democrático Libre (FDP) desde 1994.
En las elecciones federales de 2009, Buschmann entró por primera vez en el Bundestag. En el parlamento, fue miembro de la Comisión de Asuntos Jurídicos. Fue presidente del grupo de trabajo sobre asuntos jurídicos del grupo parlamentario del FDP y experto en derecho constitucional y económico. A partir de 2013, sucedió a Christian Ahrendt como portavoz del grupo en asuntos legales. Debido al fracaso de su partido para alcanzar la cláusula del 5% en las elecciones federales de 2013, Buschmann debió abandonar el Bundestag.
El comité ejecutivo federal del FDP nombró a Buschmann como director ejecutivo federal a partir del 1 de junio de 2014.
En las elecciones federales de 2017, Buschmann fue elegido nuevamente al Bundestag. Tras su elección al Bundestag alemán, su mandato como director ejecutivo federal finalizó el 31 de octubre de 2017. Marco Mendorf fue nombrado su sucesor. En el parlamento, fue el secretario de su grupo parlamentario, apoyando desde este cargo al presidente del grupo Christian Lindner. Además, fue miembro del Consejo de Ancianos, que, entre otras funciones, determina los puntos de la agenda legislativa diaria y asigna los presidentes de los comités en función de la representación del partido; la Comisión de Asuntos Jurídicos y Protección del Consumidor; y la Comisión de Control de Elecciones, Inmunidad y Reglamento. También fue miembro suplente del Comité de Elección de Jueces (Wahlausschuss), que se encarga de nombrar a los jueces del Tribunal Constitucional Federal de Alemania.
El 8 de diciembre de 2021 asumió como Ministro Federal de Justicia en el Gabinete Scholz, hasta su destitución en noviembre de 2024 en el marco de la salida del FDP del gobierno federal. 
En diciembre de 2024 asumió como secretario general del FDP.